# 15P/Finlay
15P/Finlay – kometa okresowa, należąca do rodziny komet Jowisza.

## Odkrycie i nazwa
Kometę tę odkrył astronom William Henry Finlay 26 września 1886 roku w obserwatorium na Przylądku Dobrej Nadziei. 
W nazwie znajduje się zatem jego nazwisko.

## Orbita komety
Orbita komety 15P/Finlay ma kształt bardzo wydłużonej elipsy o mimośrodzie 0,72. Jej peryhelium znajduje się w odległości 0,98 j.a., aphelium zaś 6,00 j.a. od Słońca. Jej okres obiegu wokół Słońca wynosi 6,51 roku, nachylenie do ekliptyki to wartość 6,8˚.

## Właściwości fizyczne
Jądro tej komety ma wielkość kilka lub kilkanaście km.